# بسطاملو (خداآفرین)
بسطاملو (به ترکی آذربایجانی: بسطاملی) یکی از روستاهای استان آذربایجان شرقی است که در دهستان بسطاملو بخش مرکزی شهرستان خداآفرین واقع شده‌است. 